# Holopsamma arborea
Holopsamma arborea är en svampdjursart som först beskrevs av Lendenfeld 1888.  Holopsamma arborea ingår i släktet Holopsamma och familjen Microcionidae. Inga underarter finns listade i Catalogue of Life.